# Tahitische Fußballnationalmannschaft (U-17-Junioren)
Die tahitische U-17-Fußballnationalmannschaft ist eine Auswahlmannschaft tahitischer Fußballspieler. Sie unterliegt der Fédération Tahitienne de Football und repräsentiert sie international auf U-17-Ebene, etwa in Freundschaftsspielen gegen die Auswahlmannschaften anderer nationaler Verbände, bei U-17-Ozeanienmeisterschaften und U-17-Weltmeisterschaften.
Die Mannschaft wurde 2007, 2009, 2011 und 2015 Vize-Ozeanienmeister. Bislang konnte sie sich nicht für eine Weltmeisterschaft qualifizieren.

## Teilnahme an U-17-Weltmeisterschaften
(Bis 1989 U-16-Weltmeisterschaft)
| 1985 | nicht teilgenommen |
| 1987 | nicht teilgenommen |
| 1989 | nicht teilgenommen |
| 1991 | nicht teilgenommen |
| 1993 | nicht qualifiziert |
| 1995 | nicht teilgenommen |
| 1997 | nicht qualifiziert |
| 1999 | nicht qualifiziert |
| 2001 | nicht qualifiziert |
| 2003 | nicht qualifiziert |
| 2005 | nicht qualifiziert |
| 2007 | nicht qualifiziert |
| 2009 | nicht qualifiziert |
| 2011 | nicht qualifiziert |
| 2013 | nicht teilgenommen |
| 2015 | nicht qualifiziert |
| 2017 | nicht qualifiziert |
| 2019 | nicht qualifiziert |
| 2023 | nicht qualifiziert |

## Teilnahme an U-17-Ozeanienmeisterschaften
(Bis 1989 U-16-Ozeanienmeisterschaft)
| 1983   | nicht teilgenommen |
| 1986   | nicht teilgenommen |
| 1989   | nicht teilgenommen |
| 1991   | nicht teilgenommen |
| 1993   | Vorrunde           |
| 1995   | nicht teilgenommen |
| 1997   | Vorrunde           |
| 1999   | Vorrunde           |
| & 2001 | Vorrunde           |
| & 2003 | Vorrunde           |
| 2005   | Vorrunde           |
| 2007   | 2. Platz           |
| 2009   | 2. Platz           |
| 2011   | 2. Platz           |
| & 2013 | nicht teilgenommen |
| & 2015 | 2. Platz           |
| & 2017 | Vorrunde           |
| & 2018 | 3. Platz           |
| 2023   | 3. Platz           |